# Dialetto berziano

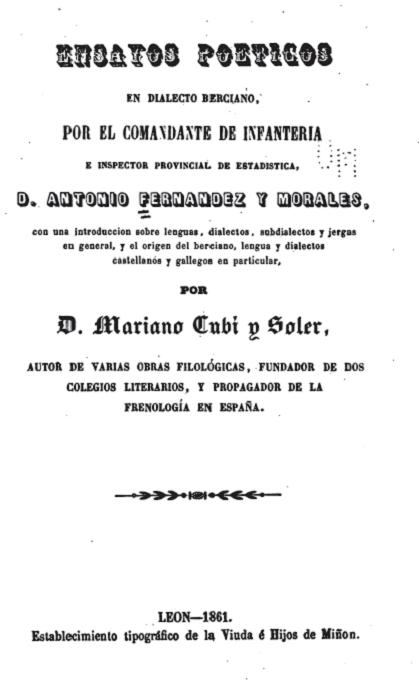
Copertina del libro “Saggi poetici in dialetto berziano” (edizione del 1861) di D. Antonio Fernández y Morales.

Dialetto berziano è il nome generico delle varietà dialettali tradizionalmente parlate nella comarca del Bierzo. Queste varietà formano parte del continuum dialettale romanzo del nordovest della penisola iberica, e hanno punti in comune con l'asturiano-leonese, il gallego e, in misura minore, altre varietà romanze.
Esistono o esistevano poi varietà locali con la loro propria identità, come per esempio la parlata di Bembibre (buecese), quella di Toreno (torenese) o quella della Fornela di base asturiano-leonese e dell’Ancrese, il charro di Villafranca, la fala della Valle de Finolledo e quelle della Valle de Valcarece e la Merindad de Aguiar; le ultime due fanno parte del gallego orientale. Il dialetto ancarese ha similitudini con il berziano, tuttavia per mancanza di studi accademici non si include come variante locale di esso.

## Riferimenti scritti
Il primo riferimento scritto sopra il dialetto berziano avviene per mano del canonico Bernardo de Aldrete (secolo XVII), autore di “Origine e Principio della Lingua Castigliana” che traspose la realtà linguistica del Bierzo mentre percorreva il Cammino di Santiago, facendo la seguente osservazione: “i più politici parlano bene il castigliano ma quelli non tanto e le donne il lionese che tira al gallego; verità è che le vicinanze e i molti che passano dalla Galizia sono la causa di questo”.
Verso la metà del XIX secolo viene pubblicato il lavoro di Isidoro Andrés de Llano, “Ricordo di Puentedeume in dialetto berziano” (1860, nella Rivista Esla). Nel 1861, Antonio Fernandez y Morales scrive su istanza di Mariano Cubí, coautore: “Saggi poetici in dialetto berziano”, considerato dall’autore come una forma dialettale berziana dell’idioma gallego. (“Tra il gallego e il suo dialetto berziano”, “il berziano è un sotto-dialetto del gallego”, “sebbene il berziano sia un sotto-dialetto Gallego”…).
Queste varietà sono quasi sparite, permangono molte espressioni di uso quotidiano. Sono state raccolte espressioni e vocabolario proprio in diversi lavori che sono tra i più interessanti quelli realizzati da Luis A. Pastrana e David Lopez, al principio degli anni 1970, consistenti per le nozioni della descrizione e della morfologia e della sintassi del dialetto, e un interessante dizionario di espressioni e parole; merita anche menzionare la tesi di dottorato di Manuel Gutierrez Tunon, “La Parlata del Bierzo”, pubblicata nel 1975.

## Difficoltà di classificazione

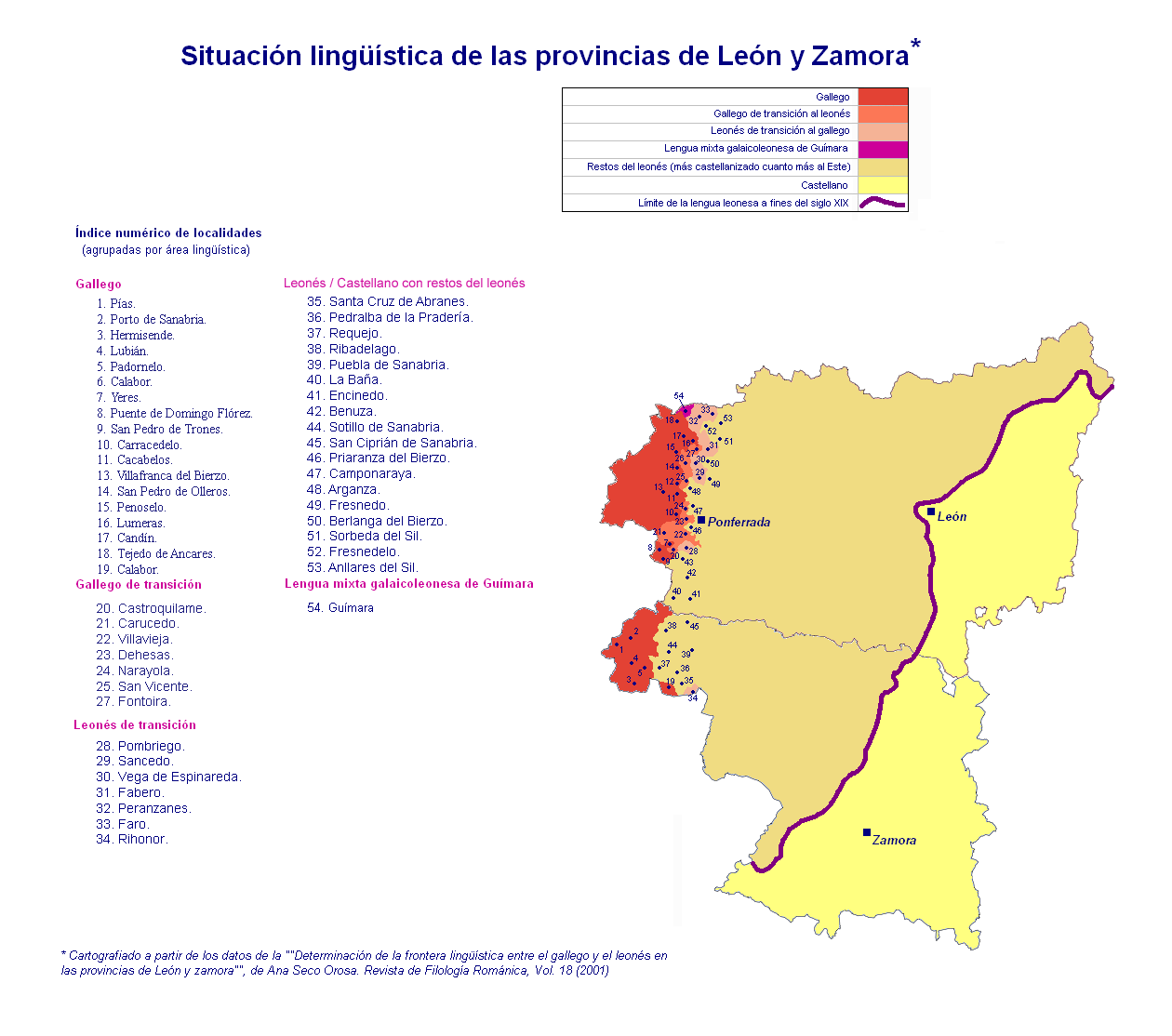
Mappa linguistica attuale delle provincie di Zamora e Leonia.

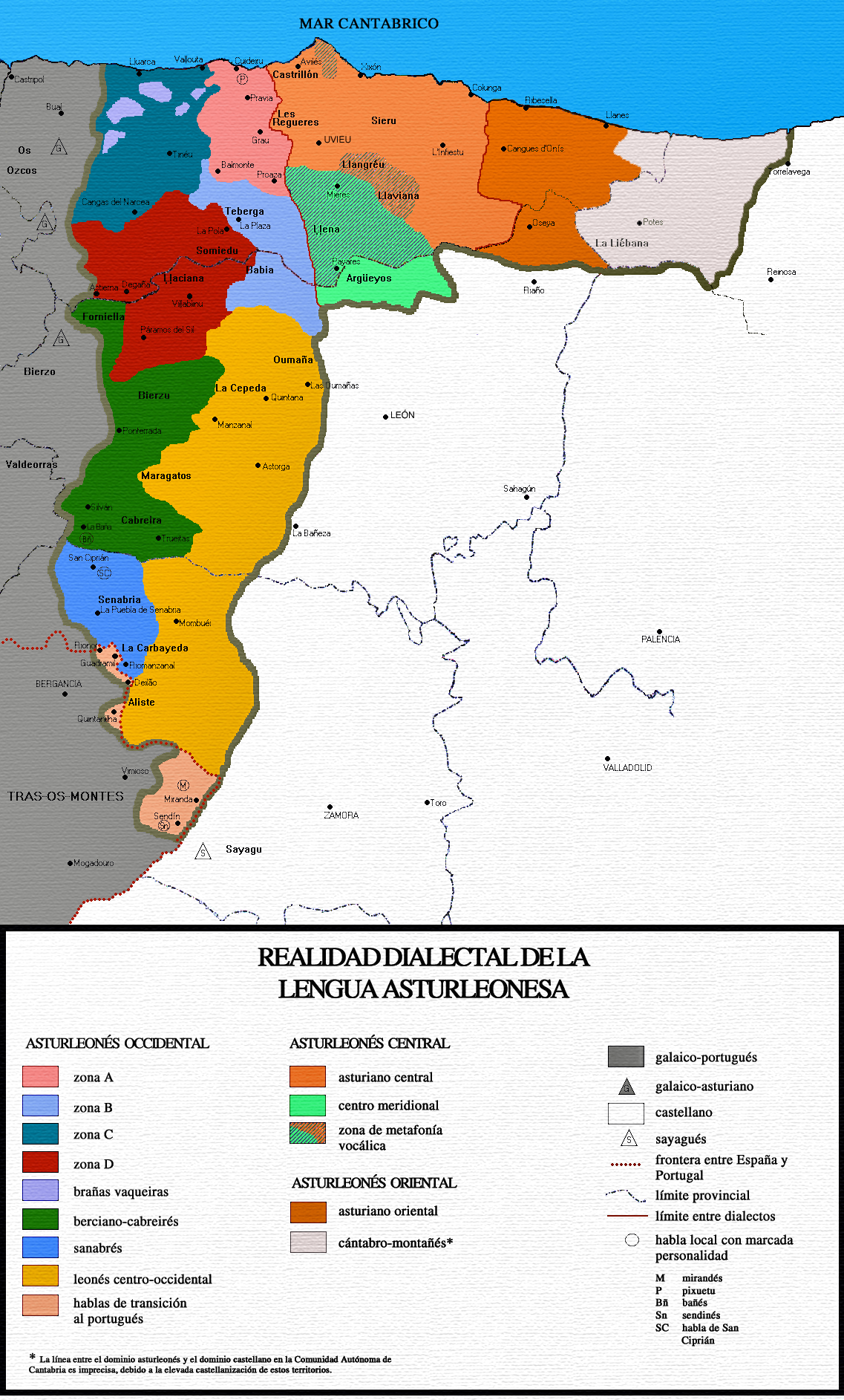
Mappa dialettale del dominio linguistico asturiano-leonese.

Francisco Gonzales Gonzalez, si riferisce al dialetto berziano, come il risultato dell’essere il Bierzo “sbattuto” tra “fuochi dialettali di avanguardie prossime” e di essere il medesimo Bierzo parapetto contro di essi e contro le loro preponderanze. Queste, scontrandosi con esso prima, e fondendosici poi, avrebbero addensato con il tempo un nuovo “prodotto” chiamato dialetto berziano, non fu mai uniforme, ma per zone. Allo stesso modo non fu mai inamovibile, già che, essendo il Bierzo zona di passaggio per mulattieri, pellegrini e camminanti, i loro apporti si raccolsero nella parlata del Bierzo, fatto alquanto singolare. Le varianti locali si sono praticamente perse.
Il Bierzo è sempre stato considerato un ponte tra il gallego orientale e il leonese (e quindi per estensione tra il Portoghese e lo Spagnolo), ma con caratteri propri molto differenziati che arrivarono a definire quella parlata del Bierzo come dialetto berziano nel XIX secolo, essendo inquadrata nel dominio linguistico gallego da Antonio Fernandez y Morales nel 1861 e dentro al dominio linguistico leonese da Ramon Menendez Pidal, manifestando questo che la linea divisoria tra il leonese e il gallego situerebbe tra le conche dei fiumi Cua e Sil. Nel 1934, Verardo Garcia Rey, raccoglie il vocabolario berziano nella pubblicazione: “Vocabolario del Bierzo”, dove l’autore spiega che attraverso il suo lavoro sul campo, restituirebbe la frangia divisoria tra le parlate asturiano-leonesi e quelle galaico-portoghesi aggiustandola strettamente al tracciato disegnato dal corso del fiume Sil. Jesus Garcia y Garcia, nel 1994, situa la suddetta frangia dall’Alto Cua fino a parte del municipio di Ponferrada (Deheseas, Fuentenuevas).
|                                      | Gallego                  | Gallego di transizione | Transizione   | Transizione   | Leonese di transizione | Leonese di transizione | Leonese       |
| ------------------------------------ | ------------------------ | ---------------------- | ------------- | ------------- | ---------------------- | ---------------------- | ------------- |
| Zona I                               | Gallego                  | Gallego di transizione | Transizione   | Transizione   | Zona II                |                        | Leonese       |
| Località                             |                          |                        |               |               |                        |                        |               |
| Ancares / Fornela                    | Lumeras                  |                        |               | Guímara       |                        | Chano                  |               |
| El Bierzo                            | Magaz de Arriba          | San Miguel de Arganza  | Fontoria      |               | Lillo del Bierzo       | Sancedo                |               |
| La Cabrera                           | Puente de Domingo Flórez | Castroquilame          |               |               |                        |                        | Benuza        |
| Sanabria                             | Pías                     |                        |               | Rihonor       |                        |                        | San Ciprián   |
| Isoglose                             |                          |                        |               |               |                        |                        |               |
| -LL- (gallaicus: galego → gallego)   | l                        | ll                     | ll            | ll            | gl                     | gl                     | gl            |
| -L- (naturalis: natura"ø" → natural) | ø                        | l                      | l             | l             | l                      | l                      | l             |
| -NN- (annus: ano → año)              | n                        | n                      | n             | n             | n                      | nn                     | ñ             |
| -N- (nationis: nacióø → nación       | ø                        | ø                      | ø             | ø             | ø                      | n                      | n             |
| Ĕ, Æ, Ŏ (terra: terra → tierra)      | adittongazione           | adittongazione         | dittongazione | dittongazione | dittongazione          | dittongazione          | dittongazione |
| S + iod (caseu: come descritto)      | queišo                   | queišo                 | queisu        | queisu        | queisu                 | queisu                 | queisu        |
| Presenti VĔNIO                       | veño                     | veño                   | veño          | vengo         | vengo                  | vengo                  | vengo         |